# Кристиан Лудвиг фон Харденберг
Кристиан Лудвиг фон Харденберг (на немски: Christian Ludwig von Hardenberg; * 3 ноември 1700 в Ньортен-Харденберг; † 26 ноември 1781 в Хановер) е благородник от род Харденберг в Долна Саксония и Хановерски генерал-фелдмаршал.
Той е третият син на фрайхер Кристиан Лудвиг фон Харденберг (* 12 октомври 1662, Харденберг, Хановер; † 6 декември 1736, Харденберг) и съпругата му фрайин Катарина Сибила фон Дьорнберг (* 4 май 1669, Херцберг, Хесен-Насау; † 18 юни 1767, Хановер), дъщеря на фрайхер Лудвиг фон Дьорнберг († 1696) и Сибила фон Вангенхайм († 1742). Внук е на Хилдебранд Кристоф фон Харденберг (1621 – 1682).
Братята му са също на държавна служба:
- Фридрих Карл (1696 – 1763), хановерски таен камера-съветник, градински директор, дипломат във Виена (1750), също таен съветник и военен президент
- Август Улрих (1709 – 1778), хановерски таен съветник, дипломат
- Ханс Кристоф (1703 – 1747), хановерски полковник и генерал-адютант
- Георг Вилхелм (1705 – 1774), немски рицар и орден-комтур и курсаксонски генералмайор

Кристиан Лудвиг фон Харденберг започва рано военната си кариера в сардинсата войска и по-късно е на служба на курфюрста фон Брауншвайг-Люнебург (Хановер). Той участва в Войната за полското наследство (1733 – 1735/38) срещу Франция. Той служи през Австрийската наследствена война (1740 – 1748) в Австрийска Нидерландия и става пешеходен полковник. През началото на Седемгодишната война (1756 – 1763) Харденберг вече е генерал-майор и командва седем батальони.
След войната Харденберг е през 1776 г. главнокамандващт на хановерската войска до смъртта си на 26 ноември 1781 г. в Хановер. Той е закаран в Гьотинген и е погребан в гробницата на фамилията Харденберг в патронатс-църквата Бюле.

## Фамилия
Кристиан Лудвиг фон Харденберг се жени на 20 август 1749 г. в Есенроде, Хановер за Анна София Еренгарта фон Бюлов от Есенроде (* 18 януари 1731, Есенроде, Хановер; † 1 септември 1809, Байройт), сестра на Фридрих Ернст фон Бюлов (1736 – 1802), дъщеря на Готхард Хайнрих фон Бюлов (1704 – 1769) и Анна Аделхайд фон Алвенслебен (1702/1712 - 1766). Те имат децата:
- Карл Август фон Харденберг (* 31 май 1750, Есенроде; † 26 ноември 1822, Генуа), фрайхер, 1814 г. княз, пруски държавен канцлер, женен I. на 8 юни 1774 г. за 15-годишната графиня Юлиана Фредерика Кристиана фон Ревентлов (* 15 февруари 1759; † 17 май 1793), II. на 9 юни 1788 г. в Хамбург за София Вилхелмина Луиза фон Хасберг (* 18 юни 1757; † април 1835), III. 1807 г. в Мемел за Шарлота Мария София Шьонеман (* 1 април 1772; † 1854)
- Анна Сибила фон Харденберг (* 3 ноември 1751, Есенроде; † 25 юли 1808, Берлин), омъжена на 12 май 1768 г. в Харденберг за Албрехт Адолф Вилхелм фон Мюнххаузен (* 23 юли 1742, Моринген; † февруари 1785, Катленбург), главна дворцова майстерин на принцеса Вилхелмина Пруска
- Хилдебранд Лудвиг фон Харденберг (1752 – 1753)
- Фридрих Лудвиг фон Харденберг (* 26 април 1756, Айнбек, Хановер; † 7 март 1818, Берлин), граф, хановерски оберхауптман, женен за Мелузина София фон Щайнберг-Боденбург
- Ханс Вилхелм фон Харденберг (1760 – 1780)
- Август Георг Улрих фон Харденберг (* 31 октомври 1761; † 24 септември 1806)
- Кристиана Мария Шарлота фон Харденберг (* 14 ноември 1763, Хановер; † 27 януари 1814, Байройт), омъжена за Йохан Хайнрих Йозеф Георг фон Флеминг (* 9 март 1752, Дрезден; † 7 юни 1830, дворец Кросен), син на саксонския генерал Карл Георг Фридрих фон Флеминг (1705 – 1767)
- Георг (* 24 юли 1765, Харденберг; † 15 април 1816, Шведт), граф, пруски ландловен майстер на Князество Байройт, женен за Каролина Мариана Луиза Антоанета фон Ботмер(* 17 октомври 1772; † 26 април 1848)
- Георг Адолф Готлиб фон Харденберг († 7 март 1818)
- Амалия София Елизабет фон Харденберг (* 2 април 1767, Харденберг; † 24 септември 1848), омъжена I. за Кристиан Лудвиг фон Вангенхайм († 1794), II. на 31 октомври 1793 г. в Еримитаже, Байройт за граф Адолф Франц Карл Лудвиг фон Зекендорф (* 30 октомври 1742; † 9/18 ноември 1818)